# アーチャー・アベニュー線

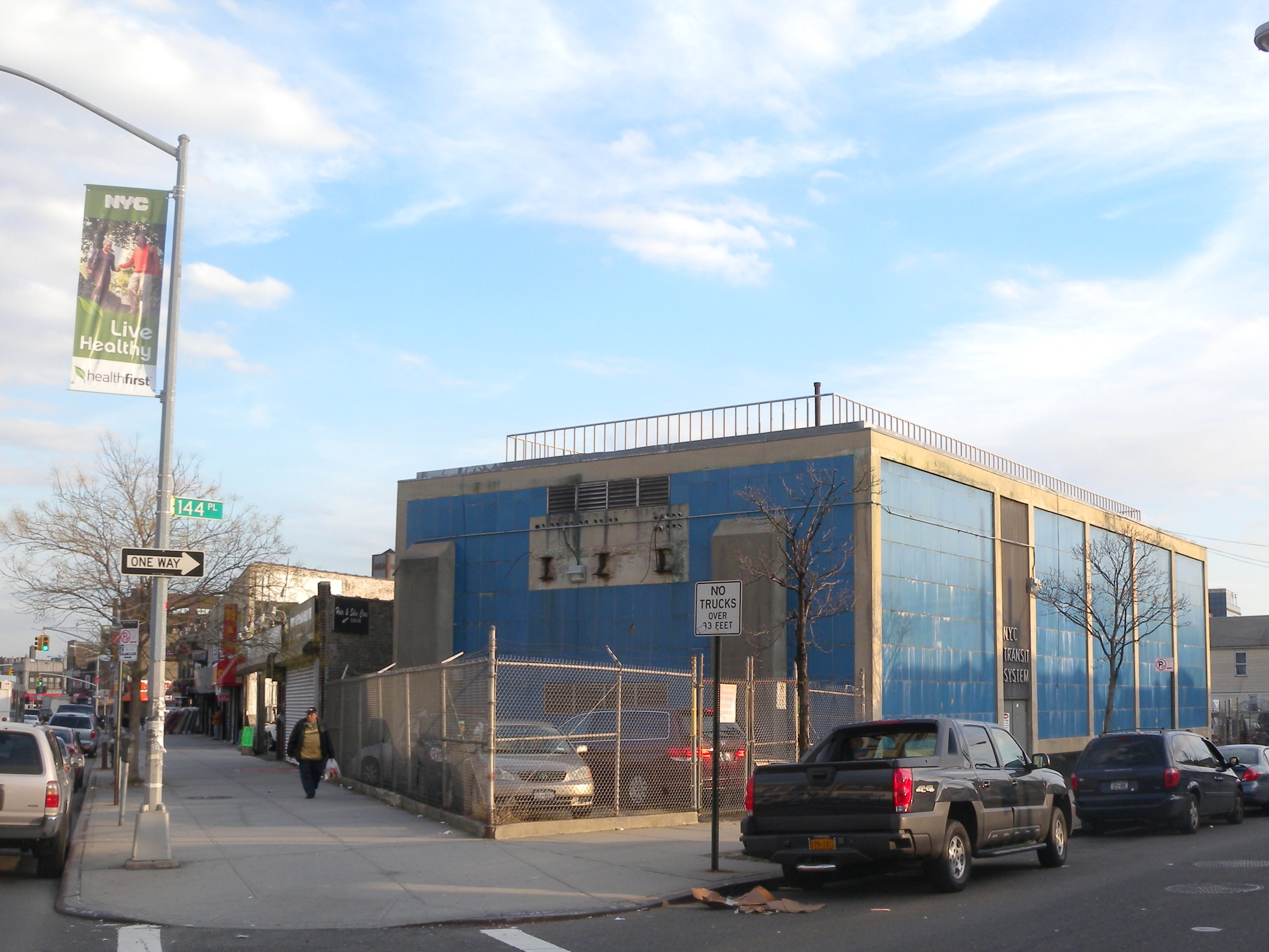
144プレイスとジャマイカ・アベニューの交差点に位置するBMTの変電所

アーチャー・アベニュー線 (Archer Avenue lines) はニューヨーク市クイーンズ区ジャマイカ地区ジャマイカ・センター-パーソンズ/アーチャー駅と同地区サットフィン・ブールバード-アーチャー・アベニュー-JFKエアポート駅およびジャマイカ-ヴァン・ウィック駅を結ぶニューヨーク市地下鉄の路線で、主にアーチャー・アベニューの下を通っている。メトロポリタン・トランスポーテーション・オーソリティの1968年の拡大計画の一環として1988年12月11日に開通した。
路線は起点から終点まで全線に渡り2層式になっており、上層はINDクイーンズ・ブールバード線からのE系統が、下層はBMTジャマイカ線からのJ系統とZ系統が運行されている。この2層は線路が繋がっておらず無線周波数なども異なるため、B2 (IND) ディビジョン・アーチャー・アベニュー線（上層）とB1 (BMT) ディビジョン・アーチャー・アベニュー線（下層）の2つの別々の路線として扱われている。

## 運行系統と範囲
アーチャー・アベニュー線は以下の系統が走行している。
| 系統 | 系統 | 路線                                     | 区間                                                             |
|      | 所属 | 路線                                     | 区間                                                             |
| ---- | ---- | ---------------------------------------- | ---------------------------------------------------------------- |
|      | IND  | 8番街普通 クイーンズ・ブールバード急行   | 上層、線内全線運行。 INDクイーンズ・ブールバード線へ全列車直通。 |
|      | BMT  | ナッソー・ストリート ジャマイカ普通/急行 | 下層、線内全線運行。 BMTジャマイカ線へ全列車直通。               |

路線は北端（地理的には東端）のジャマイカ・センター-パーソンズ/アーチャー駅が起点となっている。ここから2層で路線は延びており、各層はそれぞれ複線になっている。ジャマイカ・センター-パーソンズ/アーチャー駅を出ると路線はアーチャー・アベニューの下を道なりに進みサットフィン・ブールバード-アーチャー・アベニュー-JFKエアポート駅に入る。駅ではロングアイランド鉄道とエアトレインJFKに乗り換える事ができる。サットフィン・ブールバード-アーチャー・アベニュー-JFKエアポート駅を出るとアーチャー・アベニューとヴァン・ウィック高速道路の交差部まで2層で走行後、路線は二手に分かれる。BMTの下層線は交差部から西へ抜け、ロングアイランド鉄道線と平行するように北西へ緩やかにカーブを描きながら進み、89番街付近から地上へ出て高架線となり、ジャマイカ・アベニューと130丁目の交差点からジャマイカ・アベニューの上を西へ向かいBMTジャマイカ線の121丁目駅に入る。INDの上層線は交差部から北へ進路を変えヴァン・ウィック高速道路の下を通りジャマイカ・アベニューとの交差部でジャマイカ-ヴァン・ウィック駅に入る。ジャマイカ-ヴァン・ウィック駅を出てすぐ、ヒルサイド・アベニューとの交差部でINDクイーンズ・ブールバード線ジャマイカ-179丁目駅からの複々線が合流し同線ブライアーウッド駅に入る
ジャマイカ・センター-パーソンズ/アーチャー駅は、IND・BMT側の両方に将来の延伸構想があったため終点駅ではなく途中駅という扱いで建設された。下層のBMT側の線路は駅を越え160丁目との交差点で車止めにより途切れている。将来的にはロングアイランド鉄道本線のホリス駅付近まで延伸し、190丁目-ホリス・アベニュー駅を終点とする予定であった。上層のIND側の線路は、160丁目との交差点で南に曲がり160丁目の下を通り車止めにより途切れている。こちらは、スプリングフィールド・ブールバードまたはローズデールへ延伸する予定であった。現在、この線路は車両の留置に使われている。

## 歴史

### 計画
アーチャー・アベニューを通る地下鉄は、1920年代から1930年代へかけてのIND第2路線網の下でINDクイーンズ・ブールバード線の延伸として構想されていた。この計画ではヴァン・ウィック・ブールバード駅（現：ブライアーウッド駅）の南でクイーンズ・ブールバード線から南へ分岐する線路が計画され、ヴァン・ウィック高速道路の下を通ることとなっていた。延伸を容易にするために2つの追加の線路を備えたベルマウスが分岐予定部分に建設されたが、延伸自体は資金不足のために行われなかった。
現在のアーチャー・アベニュー線は1960年代にMTAにより計画された。この計画では、以前の計画と同じくブールバード線から分岐しロングアイランド鉄道アトランティック支線沿いに延伸するものとBMTジャマイカ線の121丁目より東側、168丁目駅までの区間を廃止しアーチャー・アベニュー線に乗り入れるものの2路線が計画され、この2線は途中で合流することとなる。なお、ブールバード線側からの線路は以前の計画で建設されていたベルマウスから延ばされた。アーチャー・アベニュー線建設とジャマイカ線121丁目駅以東の高架線撤去はジャマイカ地区の都市再生計画の一環であった。また、ロングアイランド鉄道アトランティック支線と連携し建設される予定であったヨーク大学キャンパスの建設も含まれていた。
上層のIND側はロングアイランド鉄道アトランティック支線に平行する形で延伸する予定であった。アトランティック支線の既存駅であるローカスト・マナー駅とローレルトン駅に停車後、サットフィン・ブールバード、パーソンズ・ブールバード、リンデン・ブールバード、ベイスリー・ブールバード、スプリングフィールド・ブールバードに停車することとなっていた。また、下層のBMT側の路線はアーチャー・アベニューを東へ向かいロングアイランド鉄道本線ホリス駅付近の190丁目-ホリス・アベニュー駅まで延伸する予定であった。しかし、これらの延伸計画は資金的問題などから頓挫している。

### 建設と開業
アーチャー・アベニューの地下鉄の建設は、1973年10月23日にアーチャー・アベニューのすぐ南にある159丁目とビーバー・ロードの交差点付近から始まり、路線は1980年か1981年までに開業すると予想された。1977年9月10日、ジャマイカ線クイーンズ・ブールバード駅 - 169丁目駅間が廃止された。ジャマイカ線とアーチャー・アベニュー線の間の最初のトンネルは1977年10月に掘削が開始された。1977年12月には2番目のトンネルの掘削を開始した。1979年10月には1300フィート（396メートル）のトンネルが掘削されアーチャー・アベニュー線とクイーンズ・ブールバード線とが結ばれた。この区間では、ジャマイカ-ヴァン・ウィック駅の建設も行われた。路線の大部分は開削工法で建設され、一部区間はシールド工法で建設された。
1980年10月、MTAは予算不足と既存の地下鉄路線が老朽化し改装の必要性が出てきたために、アーチャー・アベニュー線の建設を中断することを検討した。元々1980年に開業予定であったが1970年代後半には1983年、1985年、1986年とどんどんと開業予定年度が延ばされていった。1981年には、資金不足のためMTAの新しい地下鉄およびバスの計画は全て中止されたが、地下鉄63丁目線とアーチャー・アベニュー線は既に建設されていたため建設を続行することが認められた。1982年3月5日にアーチャー・アベニューと138丁目の交差点付近でトンネルが崩壊し、1人が死亡、3人が怪我をした。この事故の影響で同月に建設は一時的に中止された。
連邦都市大量輸送局が遅延やコンディションの不一致、コンクリートの品質の粗悪さやトンネルの水漏れ、工事の不安などの理由で建設資金提供を避けたことや、1975年のニューヨーク市の財政危機も相まって路線はジャマイカ・センター-パーソンズ/アーチャー駅止まりとされた。最終的に路線は1988年12月11日に開業し、当初予算の約5倍の費用がかかり、路線総延長は2マイル（3キロメートル）程度と大幅に縮小された。路線内の駅は1968年に開業した57丁目駅以来の新駅で、かつ1956年のINDロッカウェイ線以来のクイーンズ区での新駅となっている。
元のサービスプランでは、G系統とN系統がアーチャー・アベニュー線の上層に乗り入れ、E系統とF系統はブールバード線のターミナルであるジャマイカ-179丁目駅へ向かっていた。N系統は1987年までブールバード線を走行していた。N系統は平日にジャマイカ・センター-パーソンズ/アーチャー駅 - コニー・アイランド-スティルウェル・アベニュー駅間を走り、G系統はフォレスト・ヒルズ-71番街駅止まりとされた。週末はジャマイカ・センター-パーソンズ/アーチャー駅 - スミス・ストリート-9丁目駅間を走り、N系統は57丁目-7番街駅またはフォレスト・ヒルズ-71番街駅止まりとされた。また、深夜にはジャマイカ・センター-パーソンズ/アーチャー駅 - ヴァン・ウィック・ブールバード駅（現：ブライアーウッド駅）間のG系統でのシャトル運転が予定されていた。1988年に開業した際には、より簡単なサービスプランで運行が開始された。 E系統はジャマイカ・センター-パーソンズ/アーチャー駅行き、F系統はジャマイカ-179丁目駅行き、クイーンズ・ブールバード線普通列車はフォレスト・ヒルズ-71番街駅止まりとなった。

## 駅一覧
| 凡例                                    | 凡例                         |
| --------------------------------------- | ---------------------------- |
| Stops all times                         | 終日停車                     |
| Stops rush hours in peak direction only | ラッシュ時の混雑方向のみ停車 |
| 時間帯詳細                              |                              |

| 所在地     | バリアフリー・アクセス                           | 駅名                                                              | 線路   | 系統  | 開業日         | 備考 |
| ---------- | ------------------------------------------------ | ----------------------------------------------------------------- | ------ | ----- | -------------- | --- |
| ジャマイカ | バリアフリー・アクセス                           | ジャマイカ・センター-パーソンズ/アーチャー駅                      | 全線   | E J Z | 1988年12月11日 | Q44 セレクト・バス・サービス                                                                                             |
| ジャマイカ | バリアフリー・アクセス                           | サットフィン・ブールバード-アーチャー・アベニュー-JFKエアポート駅 | 全線   | E J Z | 1988年12月11日 | Q44 セレクト・バス・サービス ロングアイランド鉄道、ジャマイカ駅乗換 エアトレインJFK乗換、ジョン・F・ケネディ国際空港接続 |
| ジャマイカ | 下層線がBMTジャマイカ線となる (J Z )             |                                                                   |        |       |                | |
| ジャマイカ | バリアフリー・アクセス                           | ジャマイカ-ヴァン・ウィック駅                                     | 上層線 | E     | 1988年12月11日 | |
| ジャマイカ | 上層線がINDクイーンズ・ブールバード線となる (E ) |                                                                   |        |       |                | |